# Rannasitik
Rannasitik, auch Ranna-Sitik, Hülgerahu oder Suur-Sitik, ist eine unbewohnte Insel, 370 Meter von der größten estnischen Insel Saaremaa entfernt. Sie liegt in der Landgemeinde Saaremaa im Kreis Saare. Die 4,4 Hektar große Insel gehört zum Nationalpark Vilsandi.